# Pravitoschwagerina
Pravitoschwagerina es un género de foraminífero bentónico de la subfamilia Schwagerininae, de la familia Schwagerinidae, de la superfamilia Fusulinoidea, del suborden Fusulinina y del orden Fusulinida. Su especie tipo es Pravitoschwagerina thailandensis. Su rango cronoestratigráfico abarca el Artinskiense (Pérmico inferior).

## Discusión
Clasificaciones más recientes incluyen Pravitoschwagerina en la superfamilia Schwagerinoidea, y en la subclase Fusulinana de la clase Fusulinata.

## Clasificación
Pravitoschwagerina incluye a la siguiente especie:
- Pravitoschwagerina thailandensis †